# Peau de vache (pièce de théâtre)
Pour les articles homonymes, voir Peau de vache.
Peau de vache est une pièce de théâtre de Pierre Barillet et Jean-Pierre Gredy, créée au théâtre de la Madeleine le 19 septembre 1975.

## Argument
Marion et Alexis Bruker, un couple autour de la cinquantaine, vivent heureux. Marion, surnommée « Peau de vache » depuis son enfance en raison de son caractère entier, est sans ménagement pour son entourage et se voue entièrement à son mari, célèbre violoncelliste. L’irruption de Pauline, une jeune femme qui s’éprend d’Alexis, déclenche les hostilités entre cette dernière, apparemment toute en douceur, et Marion au franc-parler et sans faux-semblants…

## Distribution de la création
- Daniel Ceccaldi : Alexis
- Sophie Desmarets : Marion
- Jacques Jouanneau : Cazenave
- Alfred Pasquali : M. Colinet
- Henri Poirier : M. Durand-Benechol
- Liliane Sorval : Mme Durand-Benechol
- Danielle Volle : Pauline

Mise en scène : Jacques Charon
Décors : Jacques Marillier
Représentations du 19 septembre 1975 au 13 juillet 1976.

## Autour de la pièce
- C'est la dernière des huit pièces de Barillet et Gredy mises en scène par Jacques Charon, mort un mois après la première.